# Fatima Ahallouch
Fatima Ahallouch (Moeskroen, 16 oktober 1981) is een Belgisch politica voor de PS.

## Levensloop
De uit Marokko afkomstige Ahallouch werd regent in de menswetenschappen aan de Haute École Louvain en Hainaut en master in de politieke wetenschappen aan het FUCAM. Ze werd beroepshalve lerares aan het Atheneum van Komen-Waasten.
Ze werd politiek actief bij de PS en is voor deze partij sinds 2012 gemeenteraadslid van Moeskroen. Sinds 2018 is ze voorzitter van de PS-fractie in de gemeenteraad.
Bij de verkiezingen van mei 2019 werd Ahallouch verkozen in het Waals Parlement en het Parlement van de Franse Gemeenschap, als verkozene voor het arrondissement Doornik-Aat-Moeskroen. Ze werd eveneens als deelstaatsenator afgevaardigd naar de Senaat. Ze bleef haar parlementaire functies uitoefenen tot in juni 2024. In het Waals Parlement was ze van 2019 tot 2024 ondervoorzitter van de commissie Openbaar Ambt, Toerisme en Patrimonium en in het Franse Gemeenschapsparlement lid van de commissie Onderwijs.
Ze werd bij de federale verkiezingen van juni 2024 eerste opvolger op de PS-lijst voor de kieskring Henegouwen. 